# شلیک نکن
«شلیک نکن» (به انگلیسی: Hold Your Fire) آلبومی از راش است که در سال ۱۹۸۷ میلادی منتشر شد.